# Bătrânești (okręg Neamț)
Bătrânești – wieś w Rumunii, w okręgu Neamț, w gminie Icușești. W 2011 roku liczyła 194 mieszkańców.